# Eden (Dakota del Sud)
Eden è un comune degli Stati Uniti d'America, situato in Dakota del Sud, nella contea di Marshall.